# Eleonora Marchiando
Eleonora Marchiando (ur. 27 września 1997 w Aoście) – włoska lekkoatletka płotkarka i sprinterka, medalistka halowych mistrzostw Europy w 2023.
Specjalizuje się w biegu na 400 metrów przez płotki, ale z powodzeniem startuje również w biegu na 400 metrów.
Zajęła 4. miejsce w biegu na 400 metrów przez płotki na mistrzostwach Europy juniorów w 2015 w Eskilstunie. Zajęła 4. miejsce w sztafecie 4 × 400 metrów na halowych mistrzostwach Europy w 2021 w Toruniu.
Odpadła w eliminacjach biegu na 400 metrów przez płotki na igrzyskach olimpijskich w 2020 w Tokio.
Zdobyła srebrny medal w kobiecej sztafecie 4 × 400 metrów na halowych mistrzostwach Europy w 2023 w Stambule (sztafeta biegła w składzie: Alice Mangione, Ayomide Folorunso, Anna Polinari i Marchiando), ustanawiając przy tym halowy rekord Włoch z czasem 3:28,61.
Była mistrzynią Włoch w biegu na 400 metrów przez płotki w 2021, a w hali w biegu na 400 metrów w 2022.
Jest aktualną (marzec 2023) halową rekordzistką w sztafecie 4 × 400 metrów z czasem 3:28,61 (5 marca 2023 w Stambule).

## Osiągnięcia
| Rok  | Impreza                               | Miejsce    | Konkurencja                | Pozycja    | Wynik   |
| ---- | ------------------------------------- | ---------- | -------------------------- | ---------- | ------- |
| 2013 | Mistrzostwa świata juniorów młodszych | Donieck    | bieg na 400 m              | eliminacje | 57,48   |
| 2015 | Mistrzostwa Europy juniorów           | Eskilstuna | bieg na 400 m przez płotki | 4. miejsce | 58,90   |
| 2016 | Mistrzostwa świata juniorów           | Bydgoszcz  | bieg na 400 m przez płotki | półfinał   | 58,88   |
| 2016 | Mistrzostwa świata juniorów           | Bydgoszcz  | sztafeta 4 × 400 m         | 8. miejsce | 3:42,53 |
| 2021 | Halowe mistrzostwa Europy             | Toruń      | bieg na 400 m              | eliminacje | 53,70   |
| 2021 | Halowe mistrzostwa Europy             | Toruń      | sztafeta 4 × 400 m         | 4. miejsce | 3:30,32 |
| 2021 | World Athletics Relays                | Chorzów    | sztafeta 4 × 400 m         | 5. miejsce | 3:32,69 |
| 2021 | Igrzyska olimpijskie                  | Tokio      | bieg na 400 m przez płotki | eliminacje | 56,82   |
| 2023 | Halowe mistrzostwa Europy             | Stambuł    | sztafeta 4 × 400 m         | 2. miejsce | 3:28,14 |
| 2023 | Mistrzostwa świata                    | Budapeszt  | bieg na 400 m przez płotki | eliminacje | 56,27   |

## Rekordy życiowe
- bieg na 200 metrów – 23,87 (29 sierpnia 2021, Donnas)
- bieg na 400 metrów – 52,57 (13 maja 2023, Mediolan)
- bieg na 400 metrów (hala) – 52,70 (19 lutego 2023, Ankona)
- bieg na 400 metrów przez płotki – 55,13 (10 czerwca 2023, Genewa)